# Mariakapel (Chevremont)

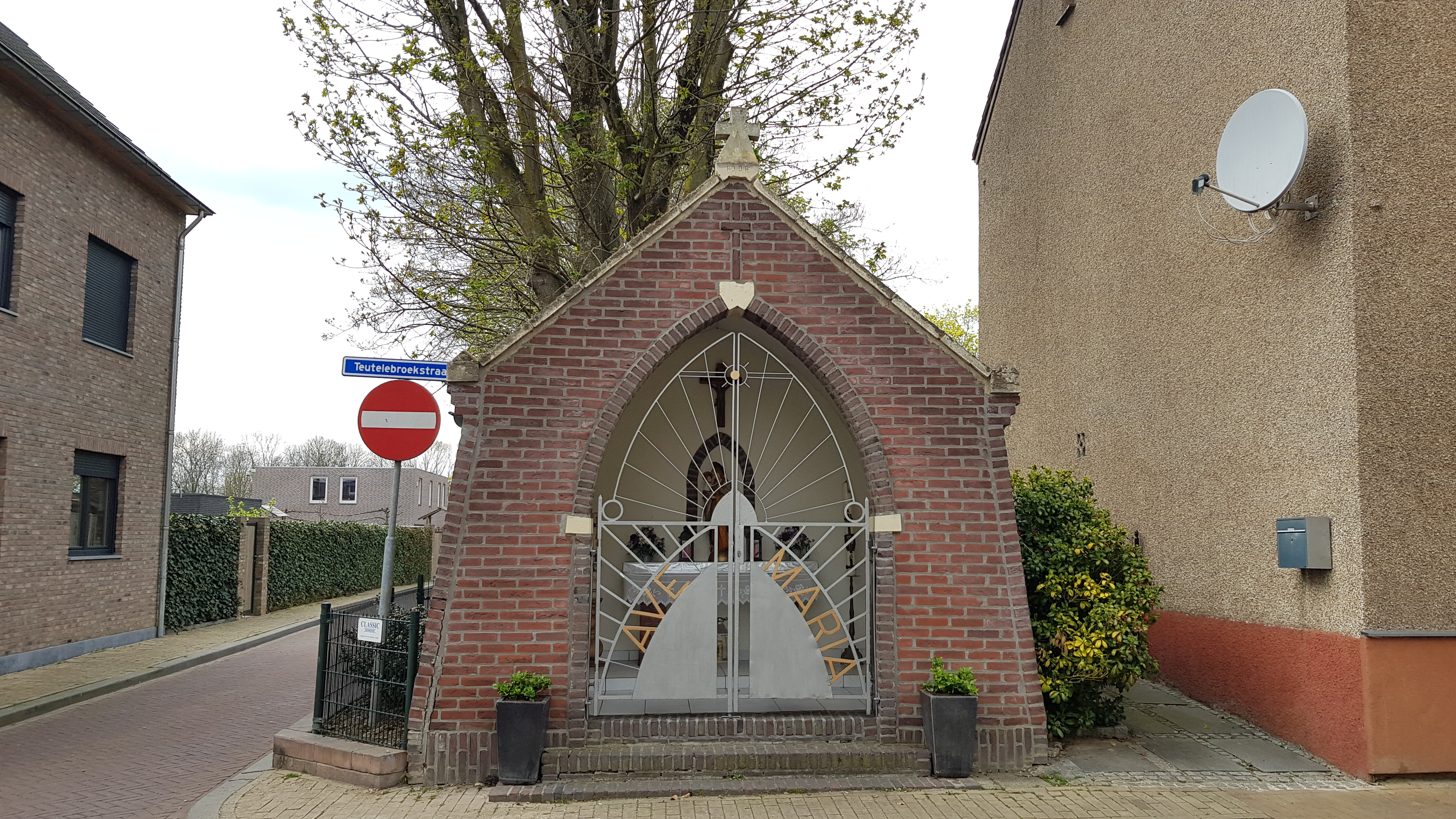
De Mariakapel

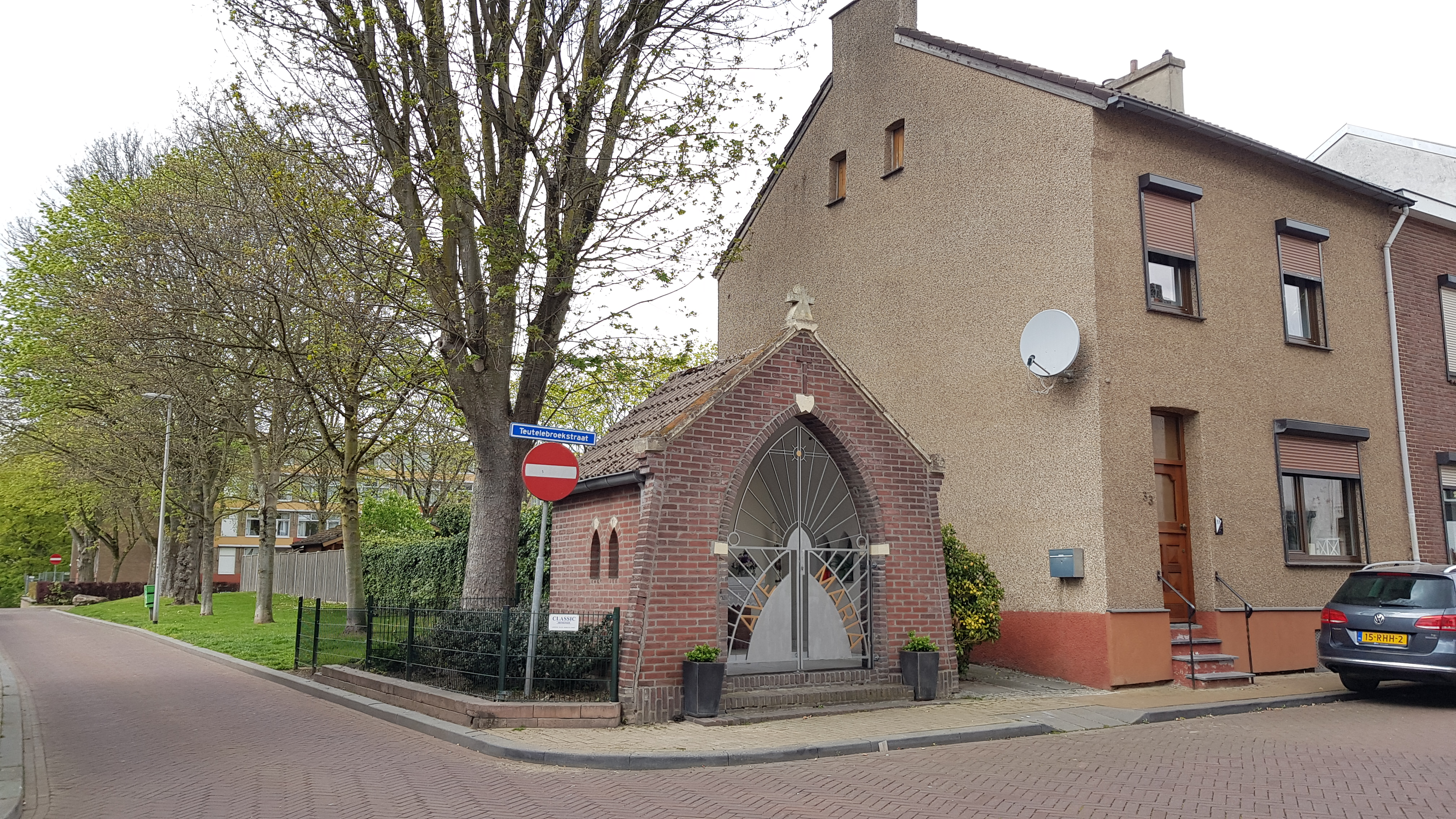
De kapel op de hoek van de straten

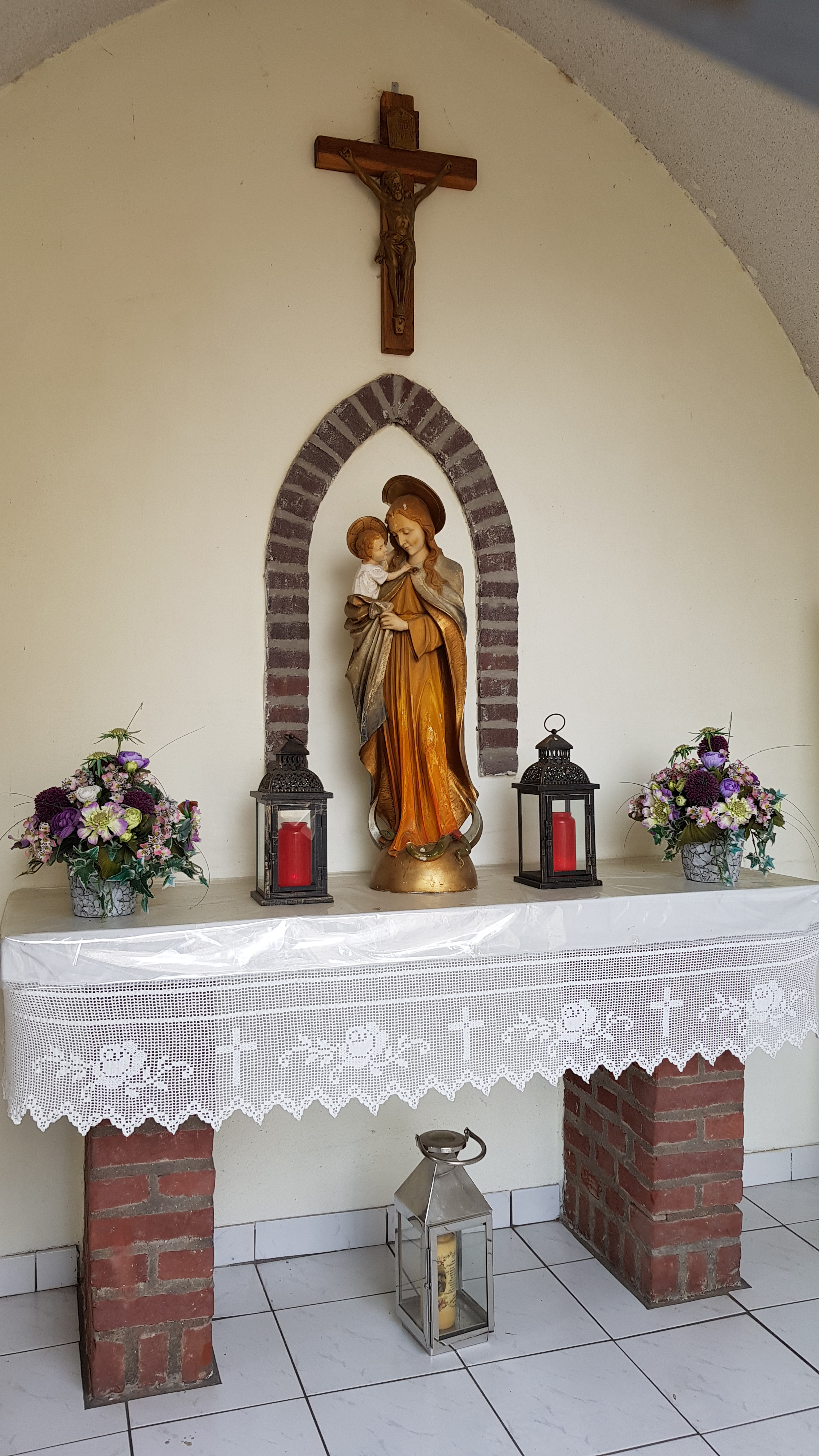
Interieur

De Mariakapel is een kapel in Chevremont in de Nederlands Zuid-Limburgse gemeente Kerkrade. De kapel staat aan de kruising van de Teutelebroekstraat met de Erensteinerstraat.
De kapel is gewijd aan Maria.

## Geschiedenis
In 1906 werd er een Lourdesgrot gebouwd en had als doel onder andere tegen blikseminslag bescherming te bieden.
In de Tweede Wereldoorlog raakte deze door militaire voertuigen zwaar beschadigd. In 1947 werd door de vereniging Sint Antonius Chevermont Jongelingen besloten om in plaats van de Lourdesgrot een kapel te bouwen.
Aan het begin van de jaren 1990 werd de kapel opgeknapt, waaronder het pleisterwerk en de vloer. Ook werd het hekwerk verhoogd om diefstal van het Mariabeeld te voorkomen, hetgeen al twee keer eerder gebeurd was.

## Bouwwerk
De bakstenen kapel is opgetrokken op een rechthoekig plattegrond en wordt gedekt door een zadeldak met pannen. In beide zijgevels zijn er elk twee kleine spitsboogvensters aangebracht. De frontgevel is aan weerszijden schuin uitstekend uitgemetseld en heeft de vorm van een topgevel die bekroond wordt met een mergelstenen kruis. Onder het mergelstenen kruis is met siermetselwerk een tweede kruis aangebracht. Onder dit tweede kruis bevindt zich de spitsboogvormige toegang, voorzien van wit geschilderde mergelstenen sluitsteen en aanzetstenen, die wordt afgesloten met een wit smeedijzeren hek waarin een stralenkrans en een tekst is aangebracht:

AVE MARIA(Wees gegroet Maria)

Van binnen zijn de zijwanden van de kapel ruw gepleisterd en de achterwand wit gepleisterd. tegen de achterwand is het altaar geplaatst, dat bestaat uit twee gemetselde kolommen waarop het altaarblad is aangebracht. Op het altaar staat een polychroom beeld van Maria met kindje Jezus. Achter het beeld is een wit geschilderde spitsboog aangebracht.